# HD 217107 b
HD 217107 b – planeta pozasłoneczna, okrążająca gwiazdę HD 217107 w gwiazdozbiorze Ryb, znajdująca się około 64 lat świetlnych od Ziemi, klasyfikowana jako gorący jowisz. Ekscentryczność orbity HD 217107 b pozwoliła na wykrycie kolejnej planety w systemie – HD 217107 c.

## Odkrycie
HD 217107 b została odkryta poprzez obserwację zmian prędkości radialnej gwiazdy spowodowanych oddziaływaniem grawitacyjnym planety. Przeprowadzone w 1998 r. badania prędkości radialnej HD 217107 wykazały, że zmienia się ona w cyklu trwającym 7,12 dnia. Okres i amplituda zmian wskazywały, że są one wywołane przez planetę o minimalnej masie nieco większej od masy Jowisza.

### Odkrycie kolejnej planety
Podczas gdy większość planet z okresem orbitalnym krótszym niż 10 dni ma niemal kołowe orbity, orbita HD 217107 b wykazuje pewną ekscentryczność. Odkrywcy HD 217107 b postawili hipotezę, że może ona być spowodowana przez oddziaływanie grawitacyjne kolejnej planety, znajdującej się w systemie w odległości kilku au. W 2005 r. potwierdzono istnienie drugiej planety, HD 217107 c.

## Charakterystyka planety
HD 217107 b jest częścią układu planetarnego HD 217107, w skład którego wchodzi odkryta później zewnętrzna planeta HD 217107 c. Okres orbitalny HD 217107 b wynosi około 7,12 dnia, minimalna masa ustalona została na 1,27 masy Jowisza. Orbita o niskiej ekscentryczności najprawdopodobniej ma charakter pierwotny. Przy założeniu, że HD 217107 b ma strukturę zbliżoną do jowiszowej, jej promień może wynosić około 1,2 promienia Jowisza. Planeta okrąża gwiazdę w odległości 0,07 j.a., o wiele mniejszej niż odległość dzieląca Merkurego od Słońca.